# Anthemiphyllia pacifica
Anthemiphyllia pacifica är en korallart som beskrevs av Vaughan 1907. Anthemiphyllia pacifica ingår i släktet Anthemiphyllia och familjen Anthemiphylliidae. Inga underarter finns listade i Catalogue of Life.